# Gilbert Ashwell
George Gilbert Ashwell (* 16. Juli 1916 in Jersey City, New Jersey; † 27. Juni 2014 in Bethesda, Maryland) war ein US-amerikanischer Biochemiker.

## Leben
Ashwell erwarb 1938 an der University of Illinois einen Bachelor und 1941 einen Master. 1948 erwarb er an der Columbia University einen M.D. als Abschluss des Medizinstudiums. Hier blieb er auch zunächst als Forschungsassistent, bevor er 1950 an das National Institute of Arthritis, Metabolism, and Digestive Diseases ging, einer Einrichtung der National Institutes of Health (NIH). Als das National Institute of Arthritis, Metabolism, and Digestive Diseases in das National Institute of Arthritis and Musculoskeletal and Skin Diseases und das National Institute of Diabetes and Digestive and Kidney Diseases aufgeteilt wurde, blieb Ashwell an zuletzt genanntem Institut – bis zu seiner Emeritierung.

## Wirken
Ashwell gilt als Pionier der Erforschung der Funktion bestimmter Zellrezeptoren, die anhand ihrer spezifischen Bindung an bestimmte Glykoproteine die Endozytose dieser Glykoproteine steuern.
So entdeckte Ashwell gemeinsam mit Anatol G. Morell einen der ersten Kohlenhydratrezeptoren, die als Membranlektine in der Lage sind, überalterte Glykoproteine aus der Blutbahn zu eliminieren. Hierzu verwendeten sie radioaktiv markiertes und chemisch verändertes Caeruloplasmin. Weitere Studien zeigten, dass jeweils die Entfernung des endständigen Sialinsäurerestes und Freilegung eines Galactoserestes der Glykoproteine zu deren Elimination in der Leber führt.
Mit Toshisuke Kawasaki isolierte Ashwell ein bei Vögeln vorkommendes Lebereiweiß, das spezifisch N-Acetylglucosamin bindet. Sie beschrieben die Gemeinsamkeiten und Unterschiede gegenüber dem bei Säugetieren vorkommenden Homolog.

## Auszeichnungen (Auswahl)
- 1979 Mitglied der National Academy of Sciences[2]
- 1982 Gairdner Foundation International Award[3]
- 1984 Merck Prize der American Society for Biological Chemists (heute American Society for Biochemistry and Molecular Biology)
- 1989 Senior Scientist Award der Alexander von Humboldt-Stiftung